# نورایر موشغیان
نورایر موشغیان (ارمنی: Նորայր Մուշեղյան؛ ۲ نوامبر ۱۹۳۵ – ۲۳ دسامبر ۲۰۱۱) کشتی‌گیر در رشته کشتی آزاد، مربی و کنشگر اجتماعی اهل ارمنستان بود. وی در مسابقات قهرمانی کشتی جهان ۱۹۵۷ برندهٔ ۱ مدال طلا و در جام جهانی کشتی ۱۹۵۸ صوفیه ۱ مدال برنز شده است.